# 주오구 (사이타마시)
주오구(일본어: 中央区 주오쿠[*])는 일본 사이타마현 사이타마시를 이루는 10개 구 중 하나이다.

## 지리
도쿄 도시권의 일부를 이루고 도쿄 도심에서 북쪽으로 약 20km 떨어져 있다. 서쪽으로 사쿠라구, 남쪽으로 미나미구, 동쪽으로 우라와구, 북쪽으로 오미야구와 접한다.

## 역사
- 1889년 4월 1일 - 기타아다치군 요노정과 9개 촌이 합병해 요노정이 되었다.
- 1958년 7월 15일 - 시로 승격해 요노시가 되었다.
- 2001년 5월 1일 - 우라와시, 오미야시, 요노시가 합병해 사이타마시가 되었다.
- 2003년 4월 1일 - 정령지정도시가 되면서 구 요노시와 사이타마 신도심 중 도호쿠 본선 서쪽 지역을 관할하는 주오구가 설치되었다.

## 시설
- 사이타마 슈퍼 아레나

## 교통

### 철도
- 동일본 여객철도
  - 사이쿄선
  - 게이힌 도호쿠선